# Drogeham
Drogeham (Fries: Droegeham, [drugə’ham]; lokaal ook De Ham [də’ham]) is een dorp in de gemeente Achtkarspelen, in de Nederlandse provincie Friesland. Het ligt ten noorden van Drachten, tussen  Kootstertille en Harkema. 
Het dorp, dat aan de zuidkant van het Prinses Margrietkanaal ligt, telde in 2023 1.680 inwoners. Onder dorp vallen ook de buurtschappen; Buweklooster, Hamshorn, Hamsterpein en Westerend.

## Etymologie
De plaatsnaam is samengesteld uit de woorden droog en ham, die 'zonder water' respectievelijk 'aangeslibd land gelegen in een bocht van een waterloop' als betekenis hebben.

## Geschiedenis
In 1475 werd het dorp vermeld als Drogheham. Het dorp is gelegen op een zandkop, waardoor het dorp vroeger bij overstromingen droge voeten hield. In vroegere tijden was het hoofdzakelijk gericht op de landbouw. Anno 21ste eeuw hebben vele inwoners hun werk in omringende plaatsen zoals Drachten, Leeuwarden en Surhuisterveen.
Drogeham telt vier rijksmonumenten.

## Evenementen
Het belangrijkste evenement in Drogeham is de Gondelvaart op Wielen, die elk jaar in september wordt gehouden en waar duizenden bezoekers op afkomen. Een ander terugkerend evenement is een groot Concours Hippique.

## Clubs
- VV Drogeham, voetbalvereniging
- TC De Delte, tennisclub
- Chr. Gymnastiekvereniging Turnlust
- Da Capo, brassband

## Bekende (oud-)inwoners van Drogeham
- Heerke Tjerks Witteveen (1801–1890), beter bekend als Sterke Jerke of Sterke Hearke
- Simon van Velzen (1809–1896), predikant en theologisch docent te Kampen
- Klaas Fokkinga (1953), politicus